# Мармоттан, Анемон
Анемо́н Мармотта́н (фр. Anémone Marmottan, род. 25 мая 1988 года, Бур-Сен-Морис) — французская горнолыжница, чемпионка мира 2011 года в команде, участница Олимпийских игр 2010 и 2014 годов. Специалистка слаломных дисциплин.
В Кубке мира Мармоттан дебютировала в 2008 году, в октябре 2010 года первый раз попала в десятку лучших на этапе Кубка мира. 6 марта 2014 года впервые поднялась на пьедестал почёта на этапах Кубка мира, став второй в гигантском слаломе в шведском Оре. Лучшим достижением Мармоттан в общем зачёте Кубка мира является 34-е место в сезоне 2010/11.
На Олимпиаде-2010 в Ванкувере заняла 11-е место в гигантском слаломе. На Олимпийских играх 2014 года заняла восьмое место в гигантском слаломе и 13-е место в слаломе.
Использует лыжи и ботинки производства фирмы Rossignol.